# حيوانات في أذربيجان
وبسبب تنوع الظروف الطبيعية في إقليم جمهورية أذربيجان، فإن الحياة حيوانات أيضا متنوعة جدا.وقد تم إنشاء المحميات والمآدب والحدائق الوطنية لحماية وإعادة إنتاج الحيوانات.يتضمن الكتاب الأحمر لجمهورية أذربيجان 108 نوعا من الحيوانات.بعض الأنواع الحيوانية تعيش فقط في أراضي أذربيجان.ومن أمثلة ذلك السحلية الأذربيجانية.

## الحدائق الوطنية

### حديقة هيركان الوطنية

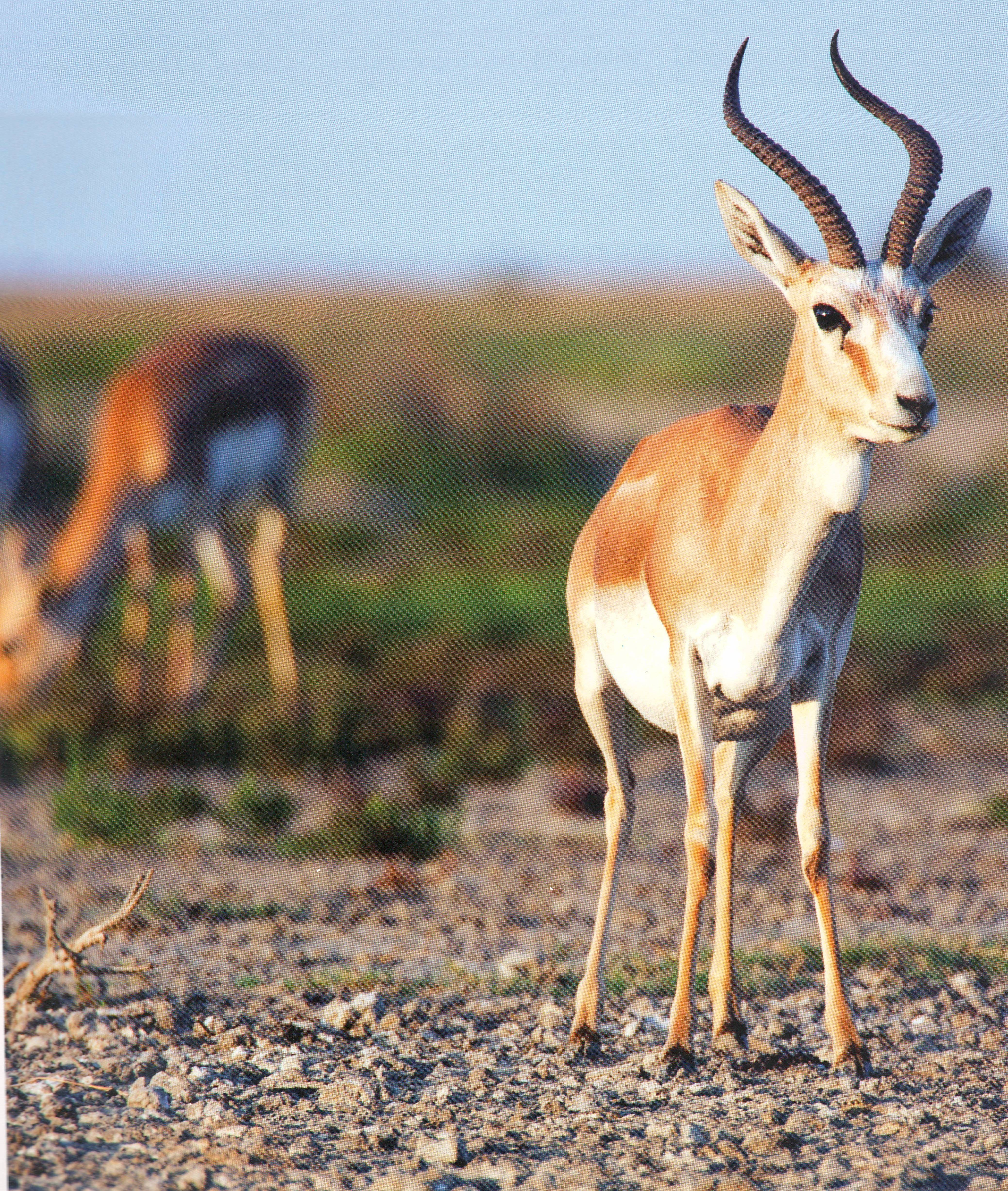
غزال

وقد أنشئت حديقة هيركان في عام 2004 في منطقتي لانكران وأستارا الأذربيجانية. كلمة «هيركان» مشتقة من الاسم القديم لبحر قزوين واسم مدينة ساكي.الحديقة غنية بأنواع النباتات.وتبلغ مساحتها 40 358 هكتارا.وهنا غنية في الأنواع الحيوانية استقر هنا.وهناك أنواع مستوطنة من الطيور في أراضيها أيضا. هناك 117 نوعا من الطيور في الحديقة الوطنية، منها 68 نوعا مستوطنة في الحديقة الوطنية.وقد تم تسجيل حوالي 550 نوعا من الحشرات في الحشرات.في حديقة هيركان يوجد النمر الآسيوي،  الدب البني،
الوحش خنزير بري،  الوشق، ابن آوى،  القط الداجن، ثعلب والعديد من الحيوانات.وقد أعدت تقديرات المشروع وقدمت إلى قائمة التراث العالمي لإدراج غابات هيركان في قائمة اليونسكو للتراث العالمي.وهناك 30 نوعا من الأسماك في المياه الحلوة في الجمهورية وبحر قزوين.معظم هذه الأسماك يتم الاحتفاظ بها في نهر كورا والبحيرات والجداول حول كورا، فضلا عن خزان المياه مينغاشيفير.

### حديقة شرفان الوطنية

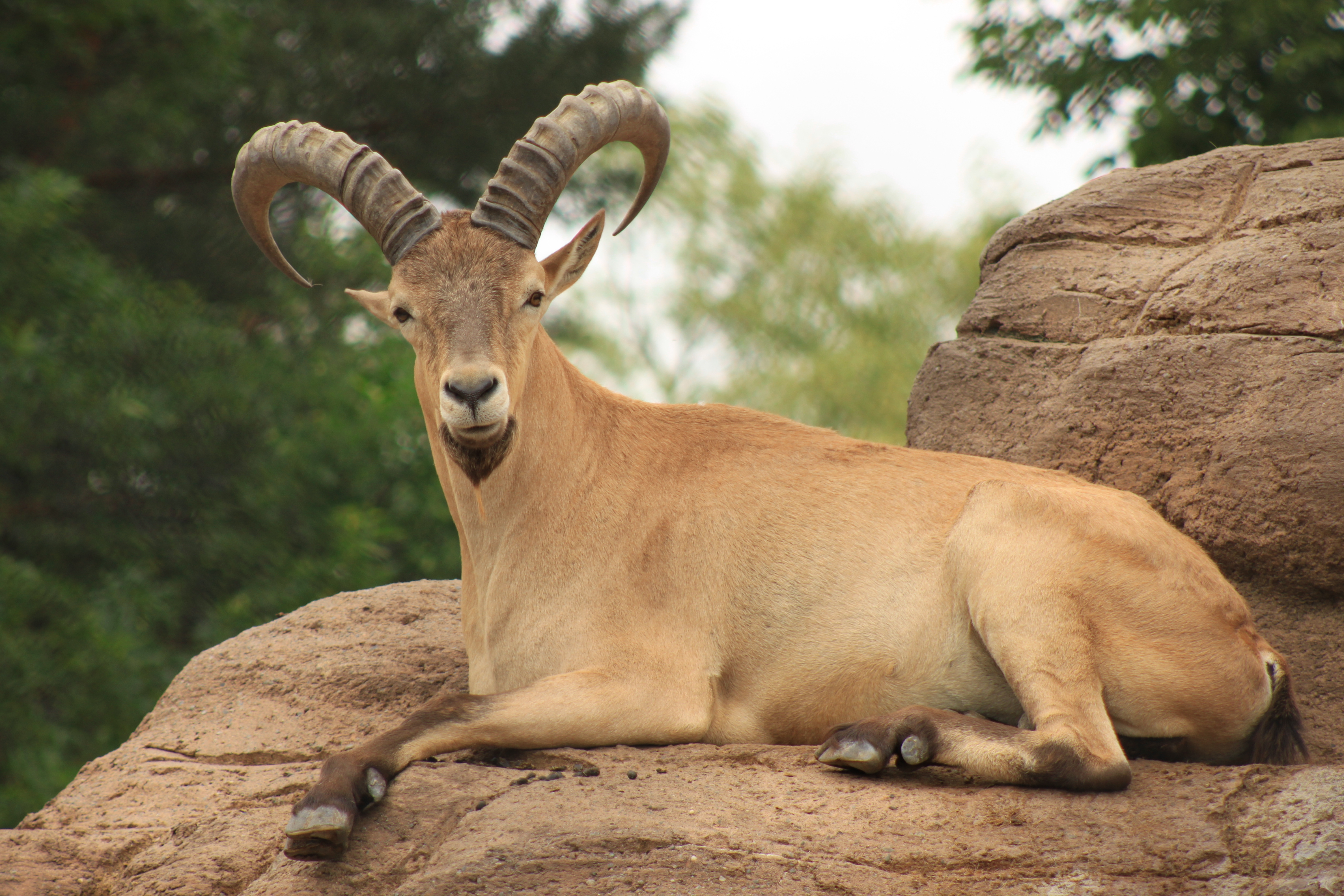
ماعز

تقع حديقة شرفان الوطنية في منطقتي ساليان ونيفتشالا.مساحة 54373,5 هكتار. والغرض الرئيسي من المشروع هو حماية المكونات الرئيسية للمنظر شبه الصحراوي والحفاظ على الغزلان والأنواع الحيوانية النموذجية في تلك المنطقة، التي تقع في «الكتاب الأحمر» لجمهورية أذربيجان و ، والرصد البيئي، والتعليم البيئي للسكان، وتهيئة الظروف للسياحة والترفيه.وقد اتسمت خصائص المناظر الطبيعية والمناخ والإغاثة بحيوانات الزواحف والزواحف في متنزه شرفان الوطني.هناك 4 أنواع من الحيوانات التي تعيش في الحديقة.وهناك أيضا 17 نوعا من الحيوانات الزاحفة في الحديقة.

## محميات
- محمية زاكاتالا
- محمية غوي-غول
- محمية ولاية شيرفان
- محمية ولاية إليسو
- محمية الدولة إسمايلي
- محمية بيرغولو